# Saba Sahar
Saba Sahar   (Kabul, 28 d'agost de 1975) és una actriu afganesa i la primera dona directora i productora de cinema del país. La seva primera pel·lícula, The Law, (2004) va ser un gran èxit.
Va néixer a Kabul. Va tornar a l'Afganistan de l'exili per actuar.
La seva pel·lícula Passing the Rainbow es va presentar en una instal·lació artística al Chelsea College of Art and Design el 2010.
Durant la seva carrera cinematogràfica ha destacat pel seu activisme pels drets de les dones de l'Afganistan. També és oficial de policia, Subcap de la Policia Especial per a Assumptes de Gènere a Kabul.
El 25 d'agost de 2020, Sahar va rebre un tret per tres homes armats mentre viatjava a treballar a Kabul amb el seu guardaespatlles i el seu conductor. Es creu que l'atac està relacionat amb la seva defensa dels drets de les dones a l'Afganistan. Va ser traslladada a un hospital.

## Carrera professional
Sahar es va formar com a oficial de policia i va començar a treballar al Ministeri de l'Interior als 14 anys, a principis de la dècada del 1990. Actualment té el rang de tinent i és Subcap de la Policia Especial per a Assumptes de Gènere mentre continua el seu treball d'actriu, directora i productora de cinema. Sovint les seves produccions són drames policials i l'heroïna, que ella mateixa interpreta, és una dona oficial que defensa la justícia i la integritat davant la corrupció, els talibans, narcotraficants o senyors de la guerra.
Va créixer a Kabul quan a la capital afganesa encara hi havia teatres i cinemes, i sempre va voler ser actriu. Als 8 anys va pujar per primera vegada a l'escenari del teatre de Kabul, sense el permís de la família però quan el seu pare la va veure actuar finalment ho va permetre.
El 1996 escrivia el seu primer guió quan el govern talibà va prohibir el cinema assegurant que era una corrupció moral. Les milícies talibanes van irrompre a les oficines de la companyia cinematogràfica estatal de l'Afganistan, van cremar tot el que van trobar i van destruir la majoria dels arxius del país. Sahar va fugir al Pakistan. Alguns dels seus amics no van tenir tanta sort i van ser assassinats.
Va sol·licitar asil als Estats Units d'Amèrica i el 2001 li van concedir un visat, però quan va caure el govern talibà va tornar a Kabul i va fundar la seva pròpia productora amb l'objectiu de reconstruir la indústria cinematogràfica afganesa.
Defensora dels drets de les dones és conscient del perill que corre... «Cada matí, quan surto de casa, sé que podrien matar-me, que potser mai no torni a veure la meva família», explicava Sahar el 2014 mentre insistia a el repte de demostrar que «les dones afganeses són capaces de fer qualsevol cosa que facin els homes», (...) «vull mostrar als conservadors que tanquen les seves filles i esposes a casa que les han de deixar sortir perquè s'eduquin, guanyin una mica de diners i ajudin a reconstruir l'Afganistan».
Al llarg dels anys ha rebut diverses amenaces. «Em van dir que m'acomiadès dels meus éssers estimats perquè aviat estaria morta» explicava el 2014.

## Atemptat
El 25 d'agost del 2020, tres homes armats van disparar al cotxe en què viatjava Sahar a l'oest de Kabul, va explicar el seu marit Emal Zaki, mentre es traslladava a la feina a Kabul amb el guardaespatlles i el conductor. Es creu que l'atac està relacionat amb la defensa dels drets de les dones a l'Afganistan. Va ser traslladada a un hospital ferida a l'estómac.
Amnistia Internacional ha condemnat els intents d'assassinat d'activistes polítics, defensors dels drets humans, periodistes i actors i actrius, exigint que l'atemptat sigui investigat.
Dues setmanes abans també va resultar ferida en atemptat Fawzia Koofi, també activista pels drets de les dones. Koofi forma part de l'equip negociador en les converses de pau intraafganeses.

## Filmografia
- Commissioner Amanullah (sèrie de 24 episodis sobre la policia afganesa).[1]
- The Law, 2004.[1]
- Kurbani, 2004 (curtmetratge).
- Passing the Rainbow, 2008 (interpretant la dona policia i fent de directora).[9]
- Kabul Dream Factory, 2011 (seleccionada a la Berlinale).[10]